# Frascineto
Frascineto, en albanés Frasnita o Frasnitës es una pequeña ciudad y comuna o municipio ubicado en el sur de Italia, en el norte de la región de Calabria y la provincia de Cosenza. Se trata de una de las comunidades arbëreshe (albanesas) establecidas en Italia a fines del siglo XV cuando a la muerte de Gjergj Kastriot Albania fue totalmente ocupada por los turcos otomanos. Unos 300 000 refugiados albaneses cristianos lograron la concesión de algunos pequeños territorios en Calabria debido a la ayuda que los príncipes albaneses habían dado a la corona de Aragón en su lucha contra los angevinos por el control de Calabria y Sicilia. Aún en la actualidad se habla, junto al idioma italiano y al calabrés una forma dialectal del albanés y en el aspecto religioso se mantiene el catolicismo de rito greco-albanés.
La cantidad de habitantes según el censo del ISTAT de 2000 es de 2.500 personas, habiendo tenido un máximo de habitantes en 1911 cuando se contaron 2836 personas.
La población se halla en las laderas meridionales del monte Pollino y basa su economía tradicionalmente en la producción de vinos y olivos.
El topónimo ya parece documentado en 1246 con el nombre latino Fraxinetum quizás por la presencia de fresnos (fraxinus).

## Evolución demográfica
| Gráfica de evolución demográfica de Frascineto entre 1861 y 2001 |
|                                                                  |
| Fuente ISTAT - elaboración gráfica de Wikipedia                  |

- Datos: Q53883
- Multimedia: Frascineto / Q53883

1. ↑  Worldpostalcodes.org, código postal n.º 87010.
2. ↑  «Codici Catastali». Comuni-italiani.it (en italiano). Consultado el 29 de abril de 2017.